# Блат, Леонид Давидович
Леони́д Дави́дович Блат (2 июля 1923, Петроград — 11 апреля 2012, Санкт-Петербург) — участник Великой Отечественной войны, полный кавалер ордена Славы.

## Биография
Родился 2 июля 1923 года в еврейской рабочей семье.
Отец — Давид Блат, участник Великой Отечественной войны, награждён медалью «За отвагу». Дед — участник Первой мировой войны, полный кавалер Георгиевского креста.
Окончив 8 классов, стал работать на заводе.
В июле 1941 года добровольно ушёл в армию. С августа 1941 —  в боевых действиях.
Участвовал в обороне Ленинграда, в создании Невского пятачка и его обороне, в прорыве блокады Ленинграда,  в освобождении Карельского перешейка,  в освобождении Тарту и Пярну,  во взятии Кёнигсберга, освобождении Польши и Мекленбурга.
В 1947 году демобилизован, вернулся в Ленинград и в 1949 окончил 10 классов. Работал на опытном заводе сантехизделий. Жил в Санкт-Петербурге, где умер 11 апреля 2012 года на 89-м году жизни.